# RugbyWA
RugbyWA est l’entité responsable du développement et de la gestion rugby à XV dans l’État d’Australie-Occidentale, basée à Perth, la capitale de l’État. Elle est représentée dans le Super 14 par la Western Force, dans le Australian Rugby Championship par le Perth Spirit et dans le Australian Rugby Shield par le Argonaut Gold (ou Perth Gold). 

## Histoire du rugby en Australie-Occidentale
Le rugby à XV n’est historiquement pas bien implanté en dehors de la Nouvelle-Galles du Sud et du Queensland. En Australie-Occidentale, vaste état peu peuplé (2 millions d’habitants pour autant de km2), il fut bien difficile au rugby de se faire une place. Quoiqu'apparu dans les années 1860, probablement du fait de marins faisant escale à Perth et/ou Fremantle, ce sport n'aurait vu l'organisation d'un premier match qu'en juin 1881. Cinq clubs (dont Perth, Rovers et Fremantle) furent créés en 1882 et, comme dans l’est australien, se posa la question du « code », c’est-à-dire des règles, qui sera adopté : celui du rugby ou celui du football australien. En fait, nombre d'équipes oscillèrent de l’un à l’autre avant que le footy ne finisse par prendre le dessus vers la fin des années 1880. 
Le rugby fut alors sauvé de l’extinction par la découverte d’or dans la région au début des années 1890, événement qui attira des centaines d’aventuriers dont beaucoup en provenance de province de l’Est. De fait, dès 1892, il fut possible d’organiser une compétition de clubs (dont The English Association and Rugby Union Club (Swans), Pirates (devenues Cottesloe), Fremantle, Zingari et Midland) et la Western Australian Rugby Union (aujourd’hui RugbyWA) fut fondée en 1893. Cependant en raison de sa faible activité, elle fut dissoute en 1901.
Pour relancer la pratique, la fédération de Nouvelle-Galles du Sud (NSWRU) organisa en 1907 une tournée de quatre matches dans l’État de son équipe représentative, les Waratahs. Cette tournée coïncidant avec la venue des All Blacks de Nouvelle-Zélande à Sydney, la NSWRU envoya cependant une équipe de réservistes, qui battirent néanmoins les quatre sélections régionales qui se présentèrent contre elle. L’année suivante, les Wallabies, en route pour une tournée dans les îles Britanniques firent escale à Perth et écrasèrent une sélection 58-6. Privé d’ancrage dans les écoles, le rugby finit par disparaître vers 1912. 
La fédération fut recréée en 1928, et un championnat mis en place à Perth (parmi les clubs engagés : Wallabies, Rangers, Nomads et Wanderers qui devint peu après le Perth Rugby Club), mais le rugby demeura relativement confidentiel. Seuls quelques matches joués par l’équipe de la province contre des sélections en tournée en Australie lui permettaient de brièvement sortir de son anonymat. À la fin du XXe siècle, le rugby a enfin pris son essor. Ainsi, depuis 1998, l’équipe nationale australienne, les Wallabies, jouent régulièrement au Subiaco Oval de Perth, lequel a ainsi accueilli cinq matches de la Coupe du monde 2003 (notamment celui entre l’Angleterre et l’Afrique du Sud qui se joua à guichets fermés).
Le 10 décembre 2004, RugbyWA se distingue à nouveau en obtenant la quatrième franchise australienne du Super 14 au détriment de la candidature posée par les instances rugbystiques de l'État de Victoria désireuses, aux fins d'exister face à une AFL omnipotente et à un Melbourne Storm désormais reconnu à XIII, d'une franchise dans l'ex capitale fédérale. Après un premier exercice décevant, la Western Force réussit une prometteuse saison 2007.
Toutefois, avec un aussi petit bassin de population, la capitale, Perth, concentrant en outre les trois quarts de la population de l’État, et donc la quasi-totalité de ses rugbymen, le rugby ne pourra guère se développer au-delà d’un certain seuil, et ce malgré l’existence de comités régionaux (Goldfields, South-West, Great Southern, qui dépendent de la WA Country Rugby Union, elle-même rattachée à RugbyWA) dans le reste de l’État.

## Equipes représentatives
- Western Force (Super 14, professionnel)
- Perth Spirit (Australian Rugby Championship, professionnel)
- Argonaut Gold ou Perth Gold (Australian Rugby Shield, amateur)

## Compétitions de clubs
RugbyWA gère une trentaine de clubs dans tout l’État depuis les équipes de jeunes, les scolaires notamment, jusqu’aux seniors, chez les hommes comme chez les femmes, et organise les compétitions. Les principaux clubs sont tous à Perth. La plupart des autres sont situés dans un rayon de 600 km à l’est et au sud de Perth, où se concentre le reste de la population de l’État, et tentent de survivre dans des localités, souvent peu peuplées. 

### Championnat de Perth
Chez les seniors, 17 clubs engagent plusieurs équipes dans les six divisions. Les clubs de « First Grade » (D1) possèdent de quatre à cinq équipes, dont leurs équipes réserves qui forment le championnat de Second Grade (D2). 
Premiership Grade (Première division) : 10 clubs
- Associates RUFC
- Cottesloe RUC
- Kalamunda Districts RUC
- Nedlands RUC
- Palmyra RC
- Perth Bayswater RUFC
- Rockingham RUFC
- University of Western Australia RUFC
- Wanneroo Districts RUFC
- Wests Subiaco RUFC (ex Western Suburbs)

Après un championnat en 18 matchs aller-retour, les quatre premiers du classement s’affrontent en demi-finale. Les vainqueurs disputent la finale.
Palmarès
- 1932	Perth RC
- 1936	Perth RC
- 1937	Perth RC
- 1948 Palmyra RC
- 1949 Palmyra RC-Associates
- 1950 Palmyra RC
- 1951 ???-Western Suburbs
- 1952 Associates
- 1957 ???-Western Suburbs
- 1958 ???-Western Suburbs
- 1959 Associates
- 1960 Associates
- 1961 Perth RC
- 1962 Perth RC-Western Suburbs
- 1963 Associates
- 1964 Associates
- 1965 Associates
- 1966 Associates
- 1967 Associates
- 1968 ???-Western Suburbs
- 1969 Perth RC
- 1970 ???-Western Suburbs
- 1971 Western Suburbs-Nedlands
- 1974 Western Suburbs-Nedlands 13-7
- 1975 Western Suburbs-Associates 23-6
- 1976 Western Suburbs-Palmyra 28-0
- 1977 Western Suburbs-University of Western Australia RUFC 9-0
- 1978
- 1979??-Palmyra
- 1980
- 1981 ?- Palmyra RC
- 1982 ???-Western Suburbs
- 1983
- 1984
- 1985
- 1986 ?- Palmyra RC
- 1987 Palmyra RC
- 1988
- 1998
- 1990 ?- Palmyra RC
- 1991 Palmyra RC
- 1992
- 1993 ? - Palmyra RC
- 1994
- 1995
- 1996	Perth Bayswater (ex Perth RC)
- 1997 Associates- Perth Bayswater (ex Perth RC) 37-10
- 1998 Associates- Nedlands 27-17
- 1999 Nedlands-Associates 22-12
- 2000 Nedlands-Kalamunda 31-10
- 2001 Cottesloe-Nedlands 30-12
- 2002 Associates-Cottesloe 32-16
- 2003 Wests Subiaco - Associates 18-14
- 2004 Wests Subiaco- Nedlands 14-9
- 2005 Wests Subiaco-Cottesloe 24-19
- 2006 Wests Subiaco- Nedlands 15-14
- 2007 Perth Bayswater-Nedlands 15-13

### Challenge Cup
En début de saison, les meilleurs joueurs de Perth, répartis au sein de quatre équipes (North, Central, South, East), disputent la Challenge Cup, à partir desquels sont sélectionnés ceux qui défendront les couleurs du Perth Gold dans le Australian Rugby Shield qui met aux prises l’élite amateur en dehors des bastions de Brisbane et de Sydney.

### Western Australia Country Rugby Union (WACRU)
La Western Australia Country Rugby Union (WACRU) est chargée du rugby à XV en dehors de Perth. Elle est directement rattachée à RugbyWA et chapeaute trois comités régionaux (Goldfields, South-West, Great Southern). Dans ces régions, le nombre de pratiquants est très limité et d’une année sur l’autre, des clubs disparaissent ou se reforment de façon erratique. Une sélection des joueurs de ces régions joue parfois quelque matches contre des clubs de Perth.

#### Goldfields (Eastern Goldfields Rugby League)
3 ou 4 clubs sont régulièrement engagés dans une compétition qui se déroule autour de la ville de Kalgoorlie à environ 600 km à l’est de Perth :
- Boulder/WASM Rugby Union Football Club (entente)
- Kalgoorlie Brothers Rugby League Football Club
- Bushwackers Rugby Union Football Club

#### Southwest (South West Rugby Union, SWRU)
4 équipes au sud de Perth :
- Bunbury Barbarians RUFC
- Collie Diggers RC
- Dunsborough Dungbeetles RUFC
- Margaret River Gropers RUFC (Leeuwin)

#### Great Southern (Great Southern Rugby Union, GSRU)
La GSRU couvre 4 à 5 clubs répartis sur la côte sud de l’État :
- Albany Rugby Union Football Club
- Mt Barker/Denmark Rugby Union Football Club (entente)
- Katanning Rugby Union Football Club
- Narrogin Rugby Union Football Club